# Andreaeopsida
Die Andreaeopsida (Klaffmoose) sind eine Klasse der Laubmoose (Bryophyta).

## Merkmale
Das Protonema ist bandförmig mit ein- bis zweizellreihigen Rhizoiden und manchmal lappigen Anhängseln.
Der akrokarpe Gametophyt ähnelt dem der Bryopsida. Die kleinen, selten größeren Pflanzen bilden rötliche bis schwärzliche Rasen oder Polster.
Der Bau des Sporophyten weicht von den übrigen Laubmoosen stark ab: eine Seta fehlt gewöhnlich, statt dieser wird die Kapsel wie bei den Sphagnopsida durch ein Pseudopodium emporgehoben. Kapselhals, Deckel und Peristom fehlen ebenso. Sporensack und Kapselwand sind miteinander verwachsen. Die Öffnung der Kapsel geschieht durch (meist 4) Längsrisse.

## Systematik
Nach Frey/Stech wird die Klasse Andreaeopsida wie folgt gegliedert:
- Unterklasse Andreaeidae Engl.
  - Ordnung Andreaeales Limpr.
    - Familie Andreaeaceae Dumort., mit 3 Gattungen und 92 Arten
- Unterklasse Andreaeobryidae Ochyra
  - Ordnung Andreaeobryales B.M.Murray
    - Familie Andreaeobryaceae Steere, nur 1 Art Andreaeobryum macrosporum mit Vorkommen im nordwestlichen Nordamerika.